# Atimia
Atimia (gr. ατιμία od a „brak” i time „wartość; honor”) – w starożytnej Grecji forma wykluczenia z życia publicznego poprzez pozbawienie praw obywatelskich, oznaczająca w praktyce zakaz pojawiania się na zgromadzeniach i w świątyniach.

## Link zewnętrzny
- Jak pozbawić „czci” : atimia w starożytnych Atenach